# Wicked Ways
Wicked Ways is het debuutalbum van de Nederlandse zanger Waylon. Het album kwam uit op 28 augustus 2009. Het album wordt omgeschreven als een soulplaat met een vleugje rock. Wicked Way is de eerste single van het album en behaalde de tiende plaats in de Nederlandse Top 40. Het album behaalde de derde plaats in de Album top 100.
Het grote voorbeeld van Waylon is de Amerikaanse countryzanger Waylon Jennings (1937-2002). Zijn invloed is terug te horen op het album. Het album is uitgebracht op het label Motown.
Op 4 mei 2010 kreeg Waylon zijn cd in het goud tijdens de uitzending van De Wereld Draait Door.

## Nummers
1. Wicked way
2. Fragile people
3. Could have been me
4. Nothing to lose
5. Hey
6. Tell me what you're thinking
7. Happy song
8. Sometimes an angel
9. Don't go changing
10. Ain't nothing wrong with that
11. Hate me
12. Until we meet again

## Hitnotering

### NederlandseAlbum Top 100
| Hitnotering: (Week 1 t/m 63) 05-09-2009 t/m 13-10-2010 Hitnotering: (Week 64 t/m 72) 27-11-2010 t/m 22-01-2011 Hitnotering: (Week 73 t/m 77) 19-02-2011 t/m 19-03-2011' Hitnotering: (Week 78) 02-04-2011 Hitnotering: (Week 79) 14-05-2011 Hitnotering: (Week 80) 28-05-2011 | Hitnotering: (Week 1 t/m 63) 05-09-2009 t/m 13-10-2010 Hitnotering: (Week 64 t/m 72) 27-11-2010 t/m 22-01-2011 Hitnotering: (Week 73 t/m 77) 19-02-2011 t/m 19-03-2011' Hitnotering: (Week 78) 02-04-2011 Hitnotering: (Week 79) 14-05-2011 Hitnotering: (Week 80) 28-05-2011 | Hitnotering: (Week 1 t/m 63) 05-09-2009 t/m 13-10-2010 Hitnotering: (Week 64 t/m 72) 27-11-2010 t/m 22-01-2011 Hitnotering: (Week 73 t/m 77) 19-02-2011 t/m 19-03-2011' Hitnotering: (Week 78) 02-04-2011 Hitnotering: (Week 79) 14-05-2011 Hitnotering: (Week 80) 28-05-2011 | Hitnotering: (Week 1 t/m 63) 05-09-2009 t/m 13-10-2010 Hitnotering: (Week 64 t/m 72) 27-11-2010 t/m 22-01-2011 Hitnotering: (Week 73 t/m 77) 19-02-2011 t/m 19-03-2011' Hitnotering: (Week 78) 02-04-2011 Hitnotering: (Week 79) 14-05-2011 Hitnotering: (Week 80) 28-05-2011 | Hitnotering: (Week 1 t/m 63) 05-09-2009 t/m 13-10-2010 Hitnotering: (Week 64 t/m 72) 27-11-2010 t/m 22-01-2011 Hitnotering: (Week 73 t/m 77) 19-02-2011 t/m 19-03-2011' Hitnotering: (Week 78) 02-04-2011 Hitnotering: (Week 79) 14-05-2011 Hitnotering: (Week 80) 28-05-2011 | Hitnotering: (Week 1 t/m 63) 05-09-2009 t/m 13-10-2010 Hitnotering: (Week 64 t/m 72) 27-11-2010 t/m 22-01-2011 Hitnotering: (Week 73 t/m 77) 19-02-2011 t/m 19-03-2011' Hitnotering: (Week 78) 02-04-2011 Hitnotering: (Week 79) 14-05-2011 Hitnotering: (Week 80) 28-05-2011 | Hitnotering: (Week 1 t/m 63) 05-09-2009 t/m 13-10-2010 Hitnotering: (Week 64 t/m 72) 27-11-2010 t/m 22-01-2011 Hitnotering: (Week 73 t/m 77) 19-02-2011 t/m 19-03-2011' Hitnotering: (Week 78) 02-04-2011 Hitnotering: (Week 79) 14-05-2011 Hitnotering: (Week 80) 28-05-2011 | Hitnotering: (Week 1 t/m 63) 05-09-2009 t/m 13-10-2010 Hitnotering: (Week 64 t/m 72) 27-11-2010 t/m 22-01-2011 Hitnotering: (Week 73 t/m 77) 19-02-2011 t/m 19-03-2011' Hitnotering: (Week 78) 02-04-2011 Hitnotering: (Week 79) 14-05-2011 Hitnotering: (Week 80) 28-05-2011 | Hitnotering: (Week 1 t/m 63) 05-09-2009 t/m 13-10-2010 Hitnotering: (Week 64 t/m 72) 27-11-2010 t/m 22-01-2011 Hitnotering: (Week 73 t/m 77) 19-02-2011 t/m 19-03-2011' Hitnotering: (Week 78) 02-04-2011 Hitnotering: (Week 79) 14-05-2011 Hitnotering: (Week 80) 28-05-2011 | Hitnotering: (Week 1 t/m 63) 05-09-2009 t/m 13-10-2010 Hitnotering: (Week 64 t/m 72) 27-11-2010 t/m 22-01-2011 Hitnotering: (Week 73 t/m 77) 19-02-2011 t/m 19-03-2011' Hitnotering: (Week 78) 02-04-2011 Hitnotering: (Week 79) 14-05-2011 Hitnotering: (Week 80) 28-05-2011 | Hitnotering: (Week 1 t/m 63) 05-09-2009 t/m 13-10-2010 Hitnotering: (Week 64 t/m 72) 27-11-2010 t/m 22-01-2011 Hitnotering: (Week 73 t/m 77) 19-02-2011 t/m 19-03-2011' Hitnotering: (Week 78) 02-04-2011 Hitnotering: (Week 79) 14-05-2011 Hitnotering: (Week 80) 28-05-2011 | Hitnotering: (Week 1 t/m 63) 05-09-2009 t/m 13-10-2010 Hitnotering: (Week 64 t/m 72) 27-11-2010 t/m 22-01-2011 Hitnotering: (Week 73 t/m 77) 19-02-2011 t/m 19-03-2011' Hitnotering: (Week 78) 02-04-2011 Hitnotering: (Week 79) 14-05-2011 Hitnotering: (Week 80) 28-05-2011 | Hitnotering: (Week 1 t/m 63) 05-09-2009 t/m 13-10-2010 Hitnotering: (Week 64 t/m 72) 27-11-2010 t/m 22-01-2011 Hitnotering: (Week 73 t/m 77) 19-02-2011 t/m 19-03-2011' Hitnotering: (Week 78) 02-04-2011 Hitnotering: (Week 79) 14-05-2011 Hitnotering: (Week 80) 28-05-2011 | Hitnotering: (Week 1 t/m 63) 05-09-2009 t/m 13-10-2010 Hitnotering: (Week 64 t/m 72) 27-11-2010 t/m 22-01-2011 Hitnotering: (Week 73 t/m 77) 19-02-2011 t/m 19-03-2011' Hitnotering: (Week 78) 02-04-2011 Hitnotering: (Week 79) 14-05-2011 Hitnotering: (Week 80) 28-05-2011 | Hitnotering: (Week 1 t/m 63) 05-09-2009 t/m 13-10-2010 Hitnotering: (Week 64 t/m 72) 27-11-2010 t/m 22-01-2011 Hitnotering: (Week 73 t/m 77) 19-02-2011 t/m 19-03-2011' Hitnotering: (Week 78) 02-04-2011 Hitnotering: (Week 79) 14-05-2011 Hitnotering: (Week 80) 28-05-2011 | Hitnotering: (Week 1 t/m 63) 05-09-2009 t/m 13-10-2010 Hitnotering: (Week 64 t/m 72) 27-11-2010 t/m 22-01-2011 Hitnotering: (Week 73 t/m 77) 19-02-2011 t/m 19-03-2011' Hitnotering: (Week 78) 02-04-2011 Hitnotering: (Week 79) 14-05-2011 Hitnotering: (Week 80) 28-05-2011 | Hitnotering: (Week 1 t/m 63) 05-09-2009 t/m 13-10-2010 Hitnotering: (Week 64 t/m 72) 27-11-2010 t/m 22-01-2011 Hitnotering: (Week 73 t/m 77) 19-02-2011 t/m 19-03-2011' Hitnotering: (Week 78) 02-04-2011 Hitnotering: (Week 79) 14-05-2011 Hitnotering: (Week 80) 28-05-2011 | Hitnotering: (Week 1 t/m 63) 05-09-2009 t/m 13-10-2010 Hitnotering: (Week 64 t/m 72) 27-11-2010 t/m 22-01-2011 Hitnotering: (Week 73 t/m 77) 19-02-2011 t/m 19-03-2011' Hitnotering: (Week 78) 02-04-2011 Hitnotering: (Week 79) 14-05-2011 Hitnotering: (Week 80) 28-05-2011 | Hitnotering: (Week 1 t/m 63) 05-09-2009 t/m 13-10-2010 Hitnotering: (Week 64 t/m 72) 27-11-2010 t/m 22-01-2011 Hitnotering: (Week 73 t/m 77) 19-02-2011 t/m 19-03-2011' Hitnotering: (Week 78) 02-04-2011 Hitnotering: (Week 79) 14-05-2011 Hitnotering: (Week 80) 28-05-2011 | Hitnotering: (Week 1 t/m 63) 05-09-2009 t/m 13-10-2010 Hitnotering: (Week 64 t/m 72) 27-11-2010 t/m 22-01-2011 Hitnotering: (Week 73 t/m 77) 19-02-2011 t/m 19-03-2011' Hitnotering: (Week 78) 02-04-2011 Hitnotering: (Week 79) 14-05-2011 Hitnotering: (Week 80) 28-05-2011 | Hitnotering: (Week 1 t/m 63) 05-09-2009 t/m 13-10-2010 Hitnotering: (Week 64 t/m 72) 27-11-2010 t/m 22-01-2011 Hitnotering: (Week 73 t/m 77) 19-02-2011 t/m 19-03-2011' Hitnotering: (Week 78) 02-04-2011 Hitnotering: (Week 79) 14-05-2011 Hitnotering: (Week 80) 28-05-2011 | Hitnotering: (Week 1 t/m 63) 05-09-2009 t/m 13-10-2010 Hitnotering: (Week 64 t/m 72) 27-11-2010 t/m 22-01-2011 Hitnotering: (Week 73 t/m 77) 19-02-2011 t/m 19-03-2011' Hitnotering: (Week 78) 02-04-2011 Hitnotering: (Week 79) 14-05-2011 Hitnotering: (Week 80) 28-05-2011 | Hitnotering: (Week 1 t/m 63) 05-09-2009 t/m 13-10-2010 Hitnotering: (Week 64 t/m 72) 27-11-2010 t/m 22-01-2011 Hitnotering: (Week 73 t/m 77) 19-02-2011 t/m 19-03-2011' Hitnotering: (Week 78) 02-04-2011 Hitnotering: (Week 79) 14-05-2011 Hitnotering: (Week 80) 28-05-2011 |
| Week: | 1 | 2 | 3 | 4 | 5 | 6 | 7 | 8 | 9 | 10 | 11 | 12 | 13 | 14 | 15 | 16 | 17 | 18 | 19 | 20 | 21 | 22 |
| --- | --- | --- | --- | --- | --- | --- | --- | --- | --- | --- | --- | --- | --- | --- | --- | --- | --- | --- | --- | --- | --- | --- |
| Positie: | 3 | 3 | 7 | 12 | 22 | 30 | 41 | 28 | 25 | 18 | 39 | 45 | 55 | 56 | 51 | 59 | 47 | 28 | 24 | 23 | 21 | 19 |
| Week: | 23 | 24 | 25 | 26 | 27 | 28 | 29 | 30 | 31 | 32 | 33 | 34 | 35 | 36 | 37 | 38 | 39 | 40 | 41 | 42 | 43 | 44 |
| Positie: | 29 | 28 | 34 | 24 | 20 | 32 | 36 | 41 | 42 | 29 | 29 | 20 | 27 | 6 | 7 | 10 | 18 | 17 | 14 | 10 | 16 | 12 |
| Week: | 45 | 46 | 47 | 48 | 49 | 50 | 51 | 52 | 53 | 54 | 55 | 56 | 57 | 58 | 59 | 60 | 61 | 62 | 63 | | 64 | 65 |
| Positie: | 16 | 12 | 16 | 24 | 21 | 19 | 27 | 26 | 19 | 35 | 53 | 73 | 83 | 65 | 76 | 77 | 73 | 86 | 94 | uit | 73 | 74 |
| Week: | 66 | 67 | 68 | 69 | 70 | 71 | 72 | | 73 | 74 | 75 | 76 | 77 | | 78 | | 79 | | 80 | | | |
| Positie: | 75 | 80 | 78 | 79 | 68 | 85 | 100 | uit | 74 | 63 | 65 | 67 | 76 | uit | 82 | uit | 87 | uit | 91 | uit | | |